# Долфи, Эрик
Э́рик А́ллан До́лфи (англ. Eric Allan Dolphy; 20 июня 1928, Лос-Анджелес — 29 июня 1964, Западный Берлин) — альт-саксофонист, флейтист, бас-кларнетист, композитор, один из выдающихся новаторов джаза 1960-х годов.
Мультиинструменталист (владел практически всеми язычковыми духовыми инструментами), виртуоз, один из самых значительных альт-саксофонистов модерн-джаза после Ч. Паркера.

## Биография

### Ранние годы
Долфи родился в Лос-Анджелесе в семье Эрика Аллана старшего и Сэди Долфи, иммигрировавших в США из Панамы. Он впервые взял в руки кларнет в возрасте шести лет, и меньше чем через месяц уже играл в школьном оркестре. Он также начал учиться играть на гобое в средней школе, хотя он никогда не записывался с этим инструментом. Он начал слушать таких великих джазменов, как Фэтса Уоллера, Дюка Эллингтона и Коулмена Хокинса - именно это привело его к джазу, позже Эрик также начал заниматься на саксофоне и флейте уже будучи в старшей школе. Его отец построил студию для занятий Эрика в их дворе, и к Долфи начали часто приходить друзья, чтобы устроить джем-сейшн; записи с Клиффордом Брауном в этой студии являются примерами раннего этапа в карьере Долфи.
Он оставался в своем родном городе в течение нескольких лет и был задействован в качестве члена бибопового биг-бэнда под руководством Джеральда Уилсона и Роя Портера. Он получил образование в городском колледже Лос-Анджелеса и позже также руководил его оркестром. На ранних записях Долфи иногда играл на баритоновом саксофоне, иногда на альт-саксофоне, а также на флейте и сопрано-кларнет.
Однажды, наконец, произошёл большой прорыв в карьере Эрик и попал в квинтет Чико Хэмилтона. С группой он стал известен более широкой аудитории и смог широко заявить о себе в 1958-1959 гг., когда он распрощался с Хэмилтоном и переехал в Нью-Йорк. Однажды Эрик появился с группой Хэмилтона в фильме "Jazz on a Summer's Day", играя на флейте на Ньюпортском джазовом фестивале 1958 года.

### Сотрудничество

#### Чарльз Мингус
Чарльз Мингус познакомился с Эриком в Лос-Анджелесе, и вскоре присоединился к его бенду вскоре после прибытия в Нью-Йорк. Долфи принял участие в большой записи Мингуса - "Pre-Bird" и также участвовал в записи "Bemoanable Lady". Позже Эрик присоединяется к группе Мингуса, в который уже входили Данни Ричмонд и Тед Кёрсон. Они работали в Showplace в 1960 году и записывали альбомы, "Charles Mingus Presents", "Charles Mingus and Mingus at Antibes" (в последнем также присутствовал Эрвин Букер во всех треках, кроме "What Love?" и Бада Пауэлла "I'll Remember April"). Однажды Чарльз сказал про Долфи:
"Он был настоящим музыкантом. Он мог поместиться в любом месте. Он был замечательным ведущим альтом в биг-бэнде. Он мог быть ведущим даже в классике. И, конечно, он был совершенно своим человеком, особенно когда он солировал.... Он освоил джаз. И он освоил все инструменты, он играл. На самом деле, он знал больше, чем предполагалось - что можно сделать на них".
За это время большой ансамбль, где был Долфи, записал новые альбомные сессии с откровенной этикой и принял участие в "Newport Rebels session". Долфи оставил группу Мингуса в 1961 году и уехал в Европу на несколько месяцев, где он записал новые треки в Скандинавии и Берлине, хотя он будет записывать с Мингусом на протяжении всей своей карьеры. Он участвовал в сессии большой группы в "Mingus Mingus Mingus Mingus Mingus" в 1963 году и также появлялся в "Hora Decubitus".
В начале 1964 года, он вновь присоединился к группе Мингуса, в который уже теперь входили Яки Байард, Джонни Коулз и Клиффорд Джордан. Этот секстет работал в кафе "Five Spot" и перед работой в нем играли в Корнеллском университете и в ратуше Нью-Йорка, а затем осуществляли турне по Европе. Многие записи были сделаны за их тур, который, хотя и был коротким, стал очень даже содержательным.

## Дискография

### Соло
- Hot & Cool Latin (1959)
- Wherever I Go (1959)
- Status (1960)
- Dash One (1960)
- Outward Bound (1960)
- Here and There (1960)
- Looking Ahead (1960)
- Fire Waltz (1960)
- Other Aspects (1960)
- Out There (1960)
- The Caribe with the Latin Jazz Quintet (1960)
- Candid Dolphy (1960)
- Magic (1960)
- Far Cry (1960)
- Eric Dolphy (1960)
- The Quest (1961)
- The Great Concert of Eric Dolphy [live] (1961)
- Live! at the Five Spot, Vol. 1 (1961) with Mal Waldron and Booker Little
- Live! at the Five Spot, Vol. 2 (1961)
- * Eric Dolphy and Booker Little Memorial Album (1961) (more from the Five Spot)
- Latin Jazz Quintet (1961)
- Berlin Concerts [live] (1962)
- Eric Dolphy in Europe, Vol. 1 [live] (1961)
- Eric Dolphy in Europe, Vol. 2 (1961)
- Eric Dolphy in Europe, Vol. 3 (1961)
- Copenhagen Concert [live] (1961)
- Softly, As in a Morning Sunrise (1961)
- Quartet 1961 (1961)
- Vintage Dolphy (1962)
- Eric Dolphy Quintet featuring Herbie Hancock: Complete Recordings (1962)
- Conversations (1963) (also known as Jitterbug Waltz)
- Iron Man (1963)
- The Illinois Concert [live] (1963)
- Out to Lunch! (1964)
- Last Date (1964)
- Naima (1964)
- Unrealized Tapes (1964)